# Mannenharten (film)
Mannenharten is een Nederlandse film uit 2013. Deze werd geregisseerd door Mark de Cloe. De film is een remake van de Duitse speelfilm Männerherzen. De film kende een budget van 3,7 miljoen euro.

## Verhaal
Tim (Daan Schuurmans) heeft een drukke baan in de reclame. Hij aarzelt over zijn aanstaande huwelijk met Laura (Hadewych Minis), want hij vindt veel andere vrouwen eigenlijk leuker en hij houdt van afwisseling. Laura is ook boos omdat de huwelijksreis wegens zijn werk maar een week kan duren. Tim ziet Maria (Liliana de Vries) in de sportschool en vindt haar aantrekkelijk, en omdat ze yogales geeft neemt hij privélessen bij haar om bij haar te zijn. Hij wordt verliefd op haar, en vertelt Laura dat hij het huwelijk afblaast; dit doet hij in de sauna, waar ze met haar ouders zijn. Tim is bovendien zijn werk zat. Hij neemt ontslag, koopt een volkswagenbusje, en stelt Maria voor er samen een reis mee te gaan maken. Ze wil niet, ze is nog niet toe aan een vastere relatie. Hij wil dan maar alleen gaan, maar is aangenaam verrast met een groep meiden die met hem mee willen liften.
Muziekproducent Dennis (Barry Atsma) is ook dol op vrouwen en heeft er succes mee, maar op aanraden van zijn homoseksuele collega, zanger Roy (Jon van Eerd), die tot ergernis van Dennis altijd maar zingt over liefdesverdriet, geïnspireerd door zijn ene oude stukgelopen relatie, neemt hij weer contact op met een oude liefde van tien jaar geleden.
Wouter (Jeroen Spitzenberger) rijdt als werk met een gewei op zijn hoofd (dat hij bij dringende bezigheden tussendoor steeds ophoudt) een fietstaxi. Als hij van zijn vriendin Nicole (Katja Herbers) hoort dat ze zwanger is reageert hij negatief, maar korte tijd later wil ze een abortus, maar wil hij het kind toch houden. Hij legt zich er bij neer, maar als hij ouders met een kind in zijn fietstaxi heeft en het kind een liedje zingt vindt hij dat zo leuk dat hij zich bedenkt en zich naar het ziekenhuis spoedt om de abortus tegen te houden. Nicole is echter zelf al van gedachten veranderd en niet op komen dagen.
Trambestuurder Frank (Teun Kuilboer) brengt zijn vader naar een verzorgingstehuis, die daar erg ontevreden over is. Susanne (Georgina Verbaan), medewerkster in een dierenwinkel, heeft het uitgemaakt met Frank, maar Frank hoopt dat het weer goed komt tussen hen. Hij komt haar in de dierenwinkel opzoeken. Als de manager poolshoogte neemt vliegt Frank, die altijd snel agressief wordt, hem aan. Wanneer hij met zijn vader (Ton Kas), die hij wat heeft opgevrolijkt, langskomt komt Susanne thuis met Niels, en vervliegt Franks hoop. Wegens alle stress rijdt hij te hard met de tram en rijdt alle haltes voorbij. Hij wordt geschorst.
Ambtenaar Niels (Fabian Jansen) is op zoek naar een vrouw, maar nogal onhandig. Op een internetdate haalt hij bijvoorbeeld horrorverhalen en -statistieken aan over internetdates. In de dierenwinkel wordt hij echter verliefd op Susanne. Ze gaan samen, met haar zoontje en diens vriendinnetje, in Wouters fietstaxi naar de dierentuin. Ze wil hem daarna echter niet meer zien, omdat ze nog aarzelt over het beginnen van een nieuwe relatie. Niels is dan zo slecht gehumeurd dat hij het winkeltje afkeurt dat Wouter inmiddels is begonnen. Susanne nodigt hem weer uit, waarop hij zo blij is dat hij Wouter belooft dat het met de vergunning toch in orde komt. Weer in de dierentuin met Suzanne en de twee kinderen komt Frank hen tegen, en gooit deze Niels in het water van de krokodillen. Het loopt goed af.

## Cast
- Katja Herbers - Nicole Weelink
- Hadewych Minis - Laura
- Georgina Verbaan - Susanne
- Sanne Vogel - Brigitte
- Barry Atsma - Dennis
- Daan Schuurmans - Tim
- Jeroen Spitzenberger - Wouter
- Teun Kuilboer - Frank Fagel
- Jon van Eerd - Roy Berger
- Fabian Jansen - Niels
- Liliana de Vries - Maria
- Ton Kas - Dhr. Fagel (vader van Frank)
- Kim Feenstra - Naomi
- Loek Peters - baas van Frank
- Marcel Musters - Storm (baas van Tim)
- Marisa van Eyle -  bazin van Wouter
- Celine Prins - Backpack meisje
- Dave Mantel - Fotograaf
- Guusje Eijbers - makelaar
- Mimi Ferrer - arts
- Erik van Welzen - Kraamhouder
- Johan Siefken - Man van gezin in fietstaxi
- Andy van Veen - Restaurantklant
- Bryan Flederus - Saunabezoeker
- Maurice Nathan Weert - Fitnessinstructeur (niet in de credits)